# Mel Taylor
Mel Taylor (24 de septiembre de 1933-11 de agosto de 1996) fue un músico estadounidense, más conocido como el baterista de The Ventures desde 1962 hasta 1996. Nació en Brooklyn, Nueva York.

## Breve biografía
El bajista de Canned Heat, Larry Taylor, es su hermano, que posteriormente grabó con The Ventures.
Criado en un entorno musical privilegiado, con muchos miembros de la familia y parientes que sabían tocar instrumentos, y con música jazz y country desde la infancia, se trasladó a la ciudad natal de su padre, Johnson City (Tennessee), cuando tenía cinco años (la familia se trasladó allí más tarde juntos). Mientras participaba en las marchas de tambores allí, quedó fascinado por la variedad de música que escuchaba en la radio y por los tambores de sus "héroes de la batería", como Gene Krupa. Esto tuvo una profunda influencia en su carrera como baterista y músico.
Se alistó brevemente en el Cuerpo Aéreo de la Marina, donde también tocaba la batería de marcha, pero tras su licenciamiento trabajó en una carnicería de Los Ángeles mientras tocaba la batería en clubes nocturnos y mejoraba sus habilidades. Decidió ganarse la vida con la música y tocó en varias sesiones, incluyendo una aparición en el Show de Ed Sullivan, una sesión con Buck Owens en la que también participó Nokie Edwards, y un sencillo de éxito publicado por Herb Alpert & The Tijuana Brass, que posteriormente fue editado por The Ventures. Continuó desarrollando su carrera como baterista profesional, participando en la grabación de "Sad Bull", que sería retomada en su repertorio.
En 1962, Mel era el batería de la casa en el Palomino Club, un club muy conocido en Los Ángeles en aquella época. Una noche, por casualidad, Nokie Edwards, Don Wilson y Bob Bogle vinieron a tomar una copa después de una grabación de televisión en Hollywood. Allí, Mel preguntó: "¿Podrías tocar una melodía para nosotros?". Cuando preguntó, le dijeron que Howie Johnson había tenido un accidente de coche en ese momento y había dejado la banda (la grabación se hizo con miembros de apoyo), por lo que no podía tocar. Así que Mel se presentó. La sesión fue tan bien que más tarde fue invitado a unirse a The Ventures, y aquí están los gloriosos miembros de The Ventures.
Aunque The Ventures trajo un boom eléctrico a Japón, el deseo de Mel de explorar su propia musicalidad e intentar algo que no pudiera hacer con The Ventures seguía latente en su mente. Finalmente, la situación llegó a ser tan intensa que acabó dejando The Ventures en 1973. Al mismo tiempo, decidió buscar un nuevo socio para dominar su propia música y formó Mel Taylor & The Dynamics con Gerry McGee, que había dejado temporalmente The Ventures cuando Norquay regresó, así como John Daryl, Bob Spalding y Bill Lincoln, y formaron R& Publicaron álbumes que incluían sonidos B y otros que The Ventures nunca habían tenido, y realizaron una gira por Japón, pero no recibieron el reconocimiento que esperaban. Tras la disolución de The Dynamics, trabajó entre bastidores en la industria musical como hombre de A&R y como empleado de supermercado, mientras continuaba con sus actividades musicales en pequeña medida.
En 1978, Joe Baril, que había sustituido a Mel, fue detenido por posesión ilegal de cocaína y despedido de la banda, y The Ventures le pidió que volviera a la banda.
Durante una gira por Japón en 1996, Mel se quejó repentinamente de mala salud e, inmediatamente después del espectáculo de Nagoya, un examen de urgencia reveló la existencia de un cáncer de pulmón, lo que le obligó a regresar repentinamente a casa y falleció sólo 10 días después. La triste noticia se transmitió inmediatamente a sus fans japoneses, y en el lugar del concierto tras su muerte, había un lugar para que los fans grabaran sus nombres y un lugar para ofrecer flores. Tras la muerte de Mel, el resto de la gira se completó con la participación del exmiembro de los Bruisins Naoshi Takeda y el ex batería de The Knack Bruce Gary. El 26 de septiembre de ese mismo año, se anunció oficialmente que el hijo de Mel, Leon, que había asistido especialmente a la actuación conmemorativa en la Plaza del Sol de Nakano, tomaría el relevo como batería.
Desde que se unió a la banda en 1962, Mel Taylor ha sido extremadamente popular como beatkeeper de The Ventures, y también ha demostrado un gran talento como compositor y arreglista. 

## Musicalidad
Su estilo de tocar la batería está fuertemente influenciado por Gene Krupa, como se ha mencionado anteriormente. La idea del solo de batería "stick on bass" en medio de "Caravan" se basó en la forma de tocar la batería de Gene Krupa sobre las cuerdas de un bajo de madera en la canción "The Big Noise From Winnetka", y también se inspiró en la forma de tocar la batería de Bob. En una entrevista antes de su muerte, Bob Bogle y Taylor dijeron que fue una idea que se les ocurrió.
A partir de finales de los años 60, la batería se sustituyó por un bombo de dos, pero no se tocaba con mucho estruendo, solo ocasionalmente en triples en 'The House of the Rising Sun' o en medio de un solo de batería. También dijo que era una influencia de Louis Belson.
Los rellenos no suelen tocarse sin mucha reflexión, e incluso tras el cambio a un set multipunto, suelen centrarse en la caja. Según una entrevista con su hijo, Leon, después de unirse a The Ventures, dijo: "Había muchos rellenos de 'thrupa'", lo que sugiere que a menudo utilizaba la batería de caja para dar un relleno nítido sin interferir con la melodía de la guitarra principal.